# Cantó de Maubeuge-Nord
El cantó de Maubeuge-Nord és una divisió administrativa francesa, situada al departament del Nord i la regió dels Alts de França.

## Composició
El cantó de Maubeuge-Nord aplega les comunes següents:
- Assevent
- Bersillies
- Bettignies
- Élesmes
- Gognies-Chaussée
- Jeumont
- Mairieux
- Marpent
- Maubeuge
- Vieux-Reng
- Villers-Sire-Nicole

## Història
| Date d'elecció                        | Identitat    | Partit |
| ------------------------------------- | ------------ | ------ |
| 2001-                                 | Rémy Pauvros | PS     |
| Les dades anteriors no són conegudes. |              |        |
|                                       |              |        |

| 1962 | 1968 | 1975 | 1982 | 1990 | 1999   | 2006   |
| ---- | ---- | ---- | ---- | ---- | ------ | ------ |
| -    |      |      |      |      | 43.053 | 41.394 |